# Amund Grøndahl Jansen
Amund Grøndahl Jansen (11 de febrer de 1994) és un ciclista noruec, professional des del 2013 i actualment a l'equip Team Jayco AlUla. En el seu palmarès destaca la victòria al Campió de Noruega en ruta de 2019.

## Palmarès
- 2011
  - Vencedor d'una etapa a la Volta a la Baixa Saxònia júnior
- 2016
  -  Campió de Noruega en ruta sub-23
  - 1r al ZLM Tour
  - 1r al Tour de Gironda
  - Vencedor d'una etapa al Tour de l'Avenir
- 2019
  -  Campió de Noruega en ruta
  - Vencedor d'una etapa al Ster ZLM Toer

### Resultats al Tour de França
- 2018. 139è de la classificació general
- 2019. 140è de la classificació general
- 2020. 128è de la classificació general
- 2021. No surt (16a etapa)
- 2022. 133è de la classificació general